# Dipodomys californicus
Dipodomys californicus là một loài động vật có vú trong họ Chuột bìu má, bộ Gặm nhấm. Loài này được Merriam mô tả năm 1890.